# Liste der Monuments historiques in Le Mesnil-sur-Oger
Die Liste der Monuments historiques in Le Mesnil-sur-Oger führt die Monuments historiques in der französischen Gemeinde Le Mesnil-sur-Oger auf.

## Liste der Objekte
| Bezeichnung                    | Beschreibung                                                                                 | Standort                        | Kennzeichnung | Schutzstatus | Datum | Bild |
| ------------------------------ | -------------------------------------------------------------------------------------------- | ------------------------------- | ------------- | ------------ | ----- | ---- |
| Nikolausretabel                | Stein, 14. Jahrhundert                                                                       | in der Kirche St-Nicolas (Lage) | PM51000558    | Classé       | 1943  |      |
| Skulptur Heiliger Nikolaus     | Holz, Ende des 17. Jahrhunderts                                                              | in der Kirche St-Nicolas (Lage) | PM51000561    | Classé       | 1970  |      |
| Retabel                        | im rechten Seitenschiff; Holz, vergoldet, 18. Jahrhundert                                    | in der Kirche St-Nicolas (Lage) | PM51000560    | Classé       | 1952  |      |
| Chororgel                      | Ensemble aus PM51001785 und PM51009167                                                       | in der Kirche St-Nicolas (Lage) | PM51001784    | Inscrit      | 2002  |      |
| Prospekt der Chororgel         | Serienbau nach Aristide Cavaillé-Coll, 1874                                                  | in der Kirche St-Nicolas (Lage) | PM51009167    | Inscrit      | 2002  |      |
| Instrumentalteil der Chororgel | Serienbau nach Aristide Cavaillé-Coll, 1874                                                  | in der Kirche St-Nicolas (Lage) | PM51001785    | Inscrit      | 2002  |      |
| Kommuniontisch                 | Schmiedeeisen, 18. Jahrhundert                                                               | in der Kirche St-Nicolas (Lage) | PM51000559    | Classé       | 1952  |      |
| Wandvertäfelung des Chorraums  | Holz, 17. Jahrhundert                                                                        | in der Kirche St-Nicolas (Lage) | PM51000556    | Classé       | 1908  |      |
| Chorschranke                   | Schmiedeeisen, 17. Jahrhundert; aus der Kirche St-Germain in Châlons-en-Champagne            | in der Kirche St-Nicolas (Lage) | PM51000557    | Classé       | 1908  |      |
| Hauptaltar                     | Altartisch und Baldachin; bezeichnet 1679; aus der Kirche St-Germain in Châlons-en-Champagne | in der Kirche St-Nicolas (Lage) | PM51000555    | Classé       | 1908  |      |